# Чуммалі Саясон
Чуммалі Саясон (лаос. ຈູມມະລີ ໄຊຍະສອນ; 6 березня 1936) — лаоський військовик (генерал-лейтенант) і політик, п'ятий президент Лаосу.

## Біографія
Народився в селянській родині. Від 1954 року брав участь у громадянській війні, долучившись до Патет Лао. Наступного року вступив до лав Народної партії (від 1972 — Народно-революційна партія Лаосу). Упродовж наступних двадцяти років служив у Народній армії Лаосу, дослужившись до звання генерал-лейтенанта.
Від 1991 до 2001 року обіймав посаду міністра оборони, а від 2001 до 2006 — віцепрезидента країни.
21 березня 2006 року на VIII з'їзді Народно-революційної партії був обраний її генеральним секретарем. 8 червня того ж року офіційно призначений на посаду президента. Пост лідера партії займав до X її з'їзду, що відбувся у січні 2016 року, після чого він передав керівництво партією віцепрезиденту Буннянгу Ворачіту. 20 квітня 2016 передав йому ж і посаду голови держави.
4 квітня 2021 року на озері Нам Нгун на яхті потрапив у кораблетрощу. Його самого та молодшого сина було врятовано.